# Генерални секретар Комунистичке партије Кине
Генерални секретар Комунистичке партије Кине, званично генерални секретар Централног комитета Комунистичке партије Кине, лидер је Комунистичке партије Кине. Од 1989. године, генерални секретар КПК је главни вођа НР Кине.
Према уставу КП Кине, генерални секретар се бира на пленарној седници Централног комитета. Генерални секретар служи као члан Сталног комитета Политбироа, де факто највишег кинеског политичког тела за доношење одлука. Генерални секретар је такође на челу Секретаријата и утврђује дневни ред састанака Централног комитета, Политбироа и Сталног комитета. Од 1990-их, носилац функције је, осим у прелазним периодима, био председник Кине, чиме је носилац био шеф државе и председник Централне војне комисије, врховни командант Народноослободилачке армије.
Као лидер највеће светске економије по паритету куповне моћи, друге највеће економије по номиналном БДП-у, највеће војске на свету по људству, признате државе са нуклеарним оружјем, сталне чланице Савета безбедности УН и потенцијалне суперсиле, генерални секретар се сматра једном од најмоћнијих светских политичких личности.
Актуелни генерални секретар је Си Ђинпинг, који је преузео дужност 15. новембра 2012. и два пута је поново биран — 25. октобра 2017. и 23. октобра 2022. године. Последња особа која је владала земљом више од два мандата био је Мао Цедунг, који је био председавајући Централног комитета КПК од 1943. до смрти 1976. године.

## Генерални секретари ЦК КПК
- Чен Дусју (1921—1927)
- Ћу Ћубај (1927—1928)
- Сјанг Џунгфа (1928—1931)
- Ли Лисан (в.д.; 1928-1930)
- Ванг Минг (в.д.; 1931-1932)
- Бо Гу (1931—1935)
- Чанг Венцијан (1935—1943)
- Мао Цедунг (1943—1976)
- Хуа Гуофенг (1976—1981)
- Ху Јаобанг (1981—1987)
- Џао Цијанг (1987—1989)
- Ђанг Цемин (1989—2002)
- Ху Ђинтао (2002—2012)
- Си Ђинпинг (2012-)